# Cayuga (Volk)

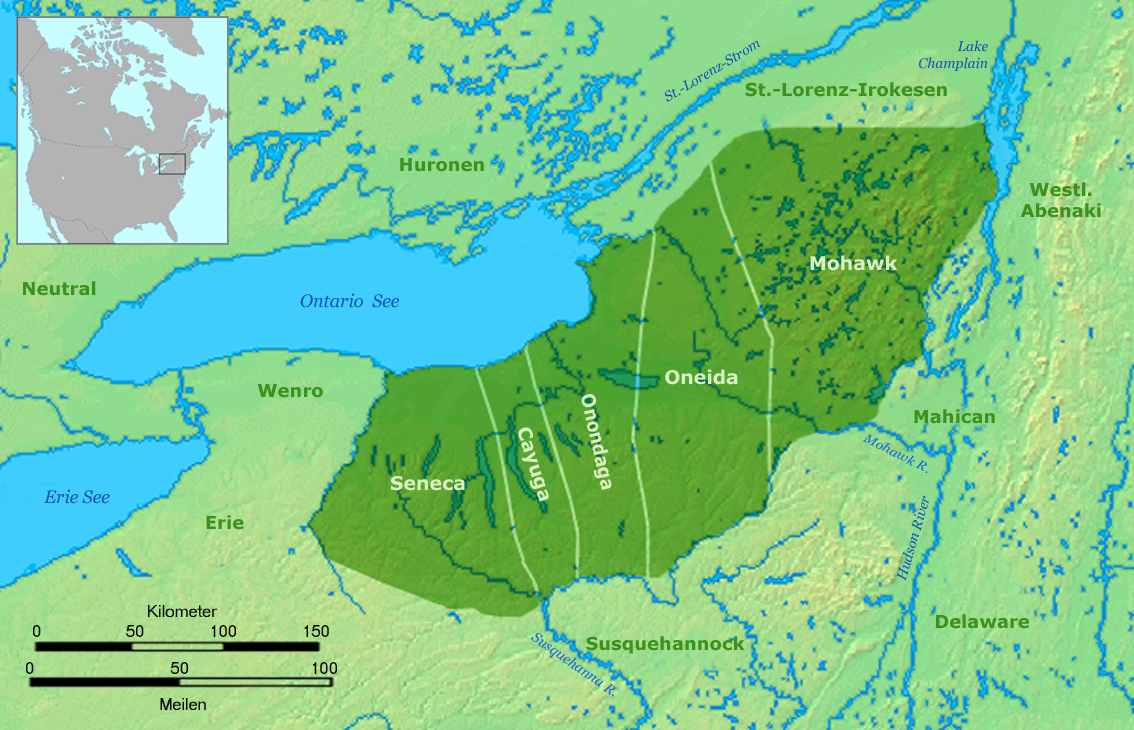
Die Cayuga innerhalb der fünf Nationen der Irokesen, Stammesgebiet um 1650

Die Cayuga oder Gayogohó:no’ bzw. Guyohkohnyoh ("Volk der Großen Sümpfe") sind ein Stamm der Haudenosaunee ("Leute des Langhauses"), besser bekannt als Irokesenliga oder -Konföderation, einem Bündnis aus ursprünglich fünf (später sechs) Stämmen oder Nationen der Irokesischen Sprachfamilie. Im allgemeinen Sprachgebrauch werden diese Stämme als Irokesen bezeichnet. Das Wohn- und Jagdgebiet der Cayuga lag zwischen den Seneca im Westen und den Onondaga im Osten. Sie sind eine der indigenen Gruppen der Indianer Nordamerikas.
Heute leben die Cayuga mehrheitlich in der Six Nations Reservation of the Grand River in Kanada. In den Vereinigten Staaten gibt es die Cayuga Nation of New York in Perrysburg im Bundesstaat New York und den Seneca-Cayuga Tribe of Oklahoma im Nordosten Oklahomas.

## Name
Die Cayuga nannten sich selbst Gayogohó:no’ und die anderen Stämme der Haudenosaunee bezeichneten sie ebenfalls (in ihrer jeweiligen Sprache) als Guyohkohnyoh (Seneca) oder Kanawakonhá:ka (Mohawk), alles bedeutet "Volk der Großen Sümpfe". Ihre zeremonielle Ratsbezeichnung während der Beratungen im Grand Council (Bundesrat) der Irokesenliga lautete Shotinennawen'tó:wane (Mohawk) ("Volk / Bewahrer der großen Pfeife").
Die heute übliche Stammesbezeichnung als "Cayuga" tauchte erstmals 1676 in den verschiedensten Schreibweisen, wie Caijouga, Cajuge, Cojage und andere auf. Entweder ist sie auf das ebenfalls als Autonym überlieferte Kayohkhono ("Volk aus Oiogouen") zurückzuführen oder auf die Mohawk-Bezeichnung als Kahoniokwenhá:ke ("Volk vom Ort, an dem die Boote aus dem Wasser geholt werden").

## Territorium
Das Wohngebiet der Cayuga, in dem ihre Dörfer lagen, erstreckte sich zwischen dem Cayuga und Owasco Lake im Cayuga County, Bundesstaat New York. Das erheblich größere Jagdgebiet dehnte sich ausgehend von den beiden Seen im Norden bis zum Ontariosee und im Süden bis in die Nähe des Susquehanna Rivers aus. Das Gebiet rund um ihre Dörfer war reich an Wildtieren, wie auch an verschiedenen Fischarten, Tauben und anderen Vögeln. Ihre Nahrung bestand demzufolge mehr aus Fleisch als aus Erzeugnissen des Ackerbaus im Vergleich zu den übrigen Irokesenstämmen.
Im siebzehnten Jahrhundert lebten die Cayuga französischen Berichten zufolge in drei größeren Dörfern. Das früheste Dokument stammt von Pierre Esprit Radisson, der im Frühjahr 1653 drei dicht beieinander liegende Cayuga-Siedlungen besuchte. Fünfzehn Jahre später hatten französische Jesuiten eine dauerhaft besetzte Missionsstation bei den Cayuga errichtet und berichteten ebenfalls von drei Dörfern, nämlich von Oiogouen, Tiohero und Onontaré. Die Jesuiten-Mission Saint Joseph befand sich in Oiogouen, das vermutlich nur einige Kilometer südlich von Union Springs lag. Die beiden anderen Dörfer  befanden sich am Seneca River. Tiohero war nach den zahlreichen Stromschnellen des Flusses benannt und lag rund 16 km von Oiogouen entfernt. Hier hatten die Jesuiten ihre Mission Saint Etienne errichtet. In Onontare wurde die Mission Saint René erbaut. Das Dorf war fast 25 km von Oiogouen entfernt, lag aber nur 8 km flussabwärts von Tiohero am Seneca River. Innerhalb der nächsten zehn Jahre, vermutlich nach der Niederlage gegen die Susquehannock, haben die Cayuga offenbar ihre Dörfer verlegt. Im Jahr 1677 berichtete der englische Händler Wentworth Greenhalgh, dass die drei Cayugadörfer nicht weiter als zwei Kilometer voneinander und rund drei bis fünf Kilometer vom Cayuga Lake entfernt wären. Sie würden nicht durch Palisaden geschützt.

## Geschichte

### Erste Kontakte mit Franzosen und Biberkriege
In der ersten Hälfte des siebzehnten Jahrhunderts entwickelte sich der irokesische Handel mit Biberfellen gegen europäische Waren. Gleichzeitig schrumpfte der Bestand an Bibern in ihrem Territorium. Um neue Jagdgebiete zu erschließen, griff die Irokesenliga im Verlauf der sogenannten Biberkriege die benachbarten Stämme an. Bis 1649 vernichteten die Mohawk und Seneca die Huronen und kurz darauf die Petun und Neutrale. Nur die Erie im Westen blieben zunächst verschont. 1653 schlossen die nördlichen Irokesenstämme einschließlich der Cayuga einen Friedensvertrag mit den Franzosen. Im Herbst 1656 kam der Missionar Pater René Mènard zu den Cayuga, um dort eine Missionsstation einzurichten. Der Frieden mit den Franzosen war nicht von langer Dauer, denn schon nach zwei Monaten musste Pater Mènard zur zentralen Missionsstation Sainte Marie bei den Onondaga am Onondaga Lake zurückkehren, weil er um sein Leben fürchtete. Er war zuvor von einem einflussreichen Cayugahäuptling gewarnt worden. 1658 waren die Missionare sogar gezwungen, Sainte Marie ebenfalls aufzugeben und das Irokesengebiet zu verlassen.
Während der folgenden Jahre eskalierte der Krieg zwischen den Susquehannock und den drei westlichen Irokenstämmen: Seneca, Cayuga und Onondaga. 1661 kam eine gemeinsame Delegation der Cayuga und Onondaga nach Montreal, um erneut einen Friedensvertrag mit den Franzosen auszuhandeln. Auf Einladung der Irokesen reiste der Missionar Simon Le Moyne im Winter 1661/62 für einige Wochen zu den Onondaga. 1664 schickten die Cayuga eine Delegation nach Québec und baten um die Entsendung französischer Missionare. Doch ein Krieg zwischen den Franzosen unter General Alexandre de Prouville de Tracy und den Mohawk verhinderte 1666 dieses Vorhaben. Besonders die Cayuga waren an einem Frieden mit den Franzosen interessiert, denn der Krieg gegen die Susquehannock forderte alle Kräfte. Die Furcht vor Angriffen der Susquehannock veranlasste einen Teil der Cayuga, an die Bay of Quinté am Nordufer des Ontariosees zu ziehen. 1668 errichteten die Sulpizianer eine Mission in der neuen Cayugasiedlung an der Bay. Im gleichen Jahr wurde die Missionsstation bei den Cayuga unter dem Namen Saint Joseph erneut eröffnet.
Um diese Zeit lebten zahlreiche gefangene Huronen, Susquehannock und Neutrale bei den Cayuga. Es gab eine Opposition gegen die Anwesenheit der Jesuiten bei den Cayuga und 1682 mussten die Missionare erneut das Irokesengebiet verlassen. In den nächsten Jahren kam es zunehmend zu Konflikten mit den Franzosen. Diese schickten 1687 eine Strafexpedition zu den Seneca und brannte deren Dörfer nieder. Eine zweite Expedition vernichtete 1693 die Dörfer und Ernte der Mohawk. Schließlich folgte 1696 eine dritte Expedition unter Louis de Buade, die die Dörfer der Oneida und Onondaga zum Ziel hatte und ebenfalls zerstörte. Die Cayuga waren die einzigen aus der Irokesenliga, deren Dörfer nicht niedergebrannt wurden.

### Friedensvertrag und Neutralität
Im Jahr 1701 kam es endlich zu einem dauerhaften Friedensvertrag sowohl zwischen Irokesen und Franzosen als auch zwischen Irokesen und Briten (Großer Friede von Montreal). Während der nächsten Jahrzehnte verfolgten die Cayuga eine Politik strikter Neutralität und ließen sich nicht von den Briten als Verbündete in den Queen Anne’s War hineinziehen. Auch in den folgenden Kolonialkriegen zwischen Franzosen und Briten blieb die Irokesenliga mehrheitlich neutral und konnten ihre Dominanz im Pelzhandel mit den Europäern sowie im Warenhandel mit den benachbarten Indianerstämmen im Süden und Westen ausbauen.
Die Gefahr feindlicher Angriffe schwand im 18. Jahrhundert und führte dazu, dass die Cayugadörfer nicht mehr durch Palisaden geschützt werden mussten. Die Häuser lagen weiter auseinander und die Dörfer konnten sich flächenmäßig ausdehnen. Um diese Zeit lagen einige Siedlungen der Cayuga auf der westlichen Seite des Cayuga Lake und am Susquehanna River im Süden. Ein weiteres Dorf befand sich am Seneca River und ihr Hauptdorf lag traditionell auf der Ostseite des Cayuga Lake. Es wurde 1750 von Missionaren der Mährischen Brüder besucht und hatte ihrem Bericht zufolge über zwanzig Langhäuser mit bis zu vier Feuerstellen. In ihnen konnten vier bis fünf Familien wohnen.
1753 nahmen die Cayuga Angehörige der siouxsprachigen Tutelo und Saponi auf. 17 Jahre zuvor hatten Seneca und Cayuga nach ihrem Sieg über die Susquehannock ebenfalls weiter südlich lebende Stämme angegriffen. Diese flüchteten aus ihren Dörfern in Virginia nach dem südlicher gelegenen North Carolina. Dort wurden sie um 1710 von Gouverneur Alexander Spotswood vertrieben und kehrten nach Virginia zurück, um bei Fort Christianna zu siedeln. 1722 kam es zu einem Friedensvertrag zwischen den Irokesen und ihren Alliierten einerseits und den Stämmen in Virginia und Carolina andererseits. Die zunehmende weiße Besiedlung veranlasste die Tutelo und Saponi um 1740, ihr Dorf zu verlassen und nach Shamokin an der Gabelung des Susquehanna River zu ziehen. Hier und etwas weiter flussaufwärts in Skogari lebten versprengte Angehörige mehrerer Stämme. Nach ihrer Adoption durch die Cayuga und der Aufnahme in die Irokesenliga um 1753 zogen sie weiter nach Norden und errichteten 1771 ihr Hauptdorf fünf Kilometer südlich des Cayuga Lake.

### Auflösung der Stammeseinheit
Als der Amerikanische Unabhängigkeitskrieg begann, zählten die Cayuga rund 1040 Stammesangehörige. Sie bemühten sich weiterhin um Neutralität, wie auch die anderen Stämme der Irokesenliga. Die westlichen Mitglieder der Liga, darunter die Cayuga unter ihrem Häuptling Fish Carrier, entschieden sich schließlich, auf britischer Seite zu kämpfen. 1779 sandten die Amerikaner eine Expedition aus, um die pro-britischen Irokesen zu bestrafen. Unter der Führung der Generäle John Sullivan und James Clinton griffen amerikanische Truppen die Dörfer der Seneca an und brannten sie nieder. Im September des gleichen Jahres erlitten die Cayuga das gleiche Schicksal, als eine Abteilung unter Colonel William Butler die Dörfer auf der Ostseite des Sees angriff und vernichtete. Eine kleinere Truppe unter Colonel Henry Dearborn brannte die Dörfer der Cayuga auf der Westseite nieder.
Nach dem Krieg zog eine größere Anzahl der Cayuga nach Kanada in das Six Nations Grand River Reserve, wo sie in zwei Dörfern lebten. 1785 wurden dort 382 Cayuga gezählt. Gemeinsam mit ihnen kamen 74 Tutelo in das Reservat, von denen die meisten auf den Höhen von Brantford siedelten und ein Rathaus bauten. Zwei Epidemien, in den Jahren 1832 und 1848, töteten die meisten Tutelo, die Überlebenden wurden durch Einheirat in die Cayuga absorbiert. Die Saponi gingen offenbar nicht in das Reservat nach Kanada und ihr Schicksal ist unbekannt. Es ist anzunehmen, dass sie bei den Cayuga im Bundesstaat New York geblieben sind und dort ihre Stammesidentität verloren haben. James Mooney zufolge lebten 1789 ein paar Saponi im Cayuga-Reservat am Seneca River. Eine Anzahl Cayuga und Tutelo siedelten bei den Seneca im Reservat am Buffalo Creek. Dort bewohnten sie eine Streusiedlung am Cayuga Creek im Norden des Reservats. 1789 wurden dort 38 Cayuga-Familien mit insgesamt 350 Mitgliedern und 35 Tutelo gezählt. 1824 und 1827 waren jedoch nur noch 90 Personen davon übrig. Einige Cayuga waren in ihrer alten Heimat zurückgeblieben. 1790 lebten rund 130 Stammesmitglieder am westlichen und östlichen Ufer des Cayuga Lake. Kurz danach wurde dieses Land verkauft und viele der Cayuga einschließlich Häuptling Fish Carrier mussten in das Six Nations Grand River Reserve in Kanada umziehen.
Im Vertrag von Albany 1789 und von Fort Stanwix 1790 verkauften die Cayuga ihr gesamtes Territorium an den Staat New York außer einem, rund 100 Quadratmeilen (256 km²) großen, Gebiet am Nordufer des Cayuga Lakes. Im Vertrag von Cayuga Ferry 1795 verkauften sie dieses Reservat ebenfalls an den Staat und behielten nur noch zwei Stücke Land von fünf bzw. zweieinhalb Quadratkilometern Größe an der Ostseite des Cayuga Lake. Häuptling Fish Carrier erhielt ein zweieinhalb Quadratkilometer großes Gebiet an der Westseite des Sees. Die beiden kleinen Landstücke an der Ostseite des Sees wurden 1807 und Häuptling Fish Carriers Gebiet 1841 an den Staat New York veräußert.
Infolge der Landverkäufe 1789/90 zogen einige Cayuga und mit ihnen weitere Irokesen nach Ohio, wo sie am unteren Sandusky River siedelten und unter dem Namen Sandusky-Seneca bekannt wurden. Diese Irokesen kämpften im Krieg von 1812 an der Seite der Amerikaner gegen die Briten. Als Dank bekamen sie 1817 ein 30.000 Acres (121 km²) großes Stück Land am Sandusky River, das 1818 noch um 10.000 Acres (40 km²) vergrößert wurde. Laut Volkszählung von 1829 lebten in der Seneca Sandusky Reservation 322 Irokesen, von denen 157 Cayuga waren. Zur gleichen Zeit gab es im Bundesstaat New York 94 Cayuga am Buffalo Creek, 25 in Cattaraugus und 16 in Tonawanda. 1831 verkauften die Sandusky-Seneca ihr Land und zogen nach Westen über den Mississippi. Diese Gruppe umfasste rund 340 Irokesen und einige Mitglieder anderer Stämme. Sie siedelten im nordöstlichen Oklahoma und bildeten dort den Oklahoma-Seneca-Cayuga-Stamm.
Bis 1838 hatten die Irokesen in New York ihren gesamten Landbesitz verkauft. Allerdings gab es unter den Stammesangehörigen eine große Anzahl, die den Verkauf des Landes  zugunsten einer Reservation in Oklahoma ablehnten. Diese Opposition führte 1842 zu neuen Vertragsverhandlungen mit dem Ergebnis, dass nur die Buffalo-Creek- und Tomawanda-Reservation verkauft wurde, während die Cattaraugus- und Alleghany-Reservation in indianischem Besitz blieb. Diejenigen Stammesmitglieder, die nicht in den Westen gehen wollten, konnten somit in eine der beiden verbleibenden Gebiete umziehen.
Die noch in New York lebenden Cayuga befanden sich um 1890 in den drei Seneca- und einer Onodaga-Reservation, mehrheitlich jedoch in Cattaraugus. Von den insgesamt 183 Cayuga lebten laut Zensus aus dem Jahr 1892 noch 153 Stammesmitglieder in Cattaraugus.

### Heutige Situation

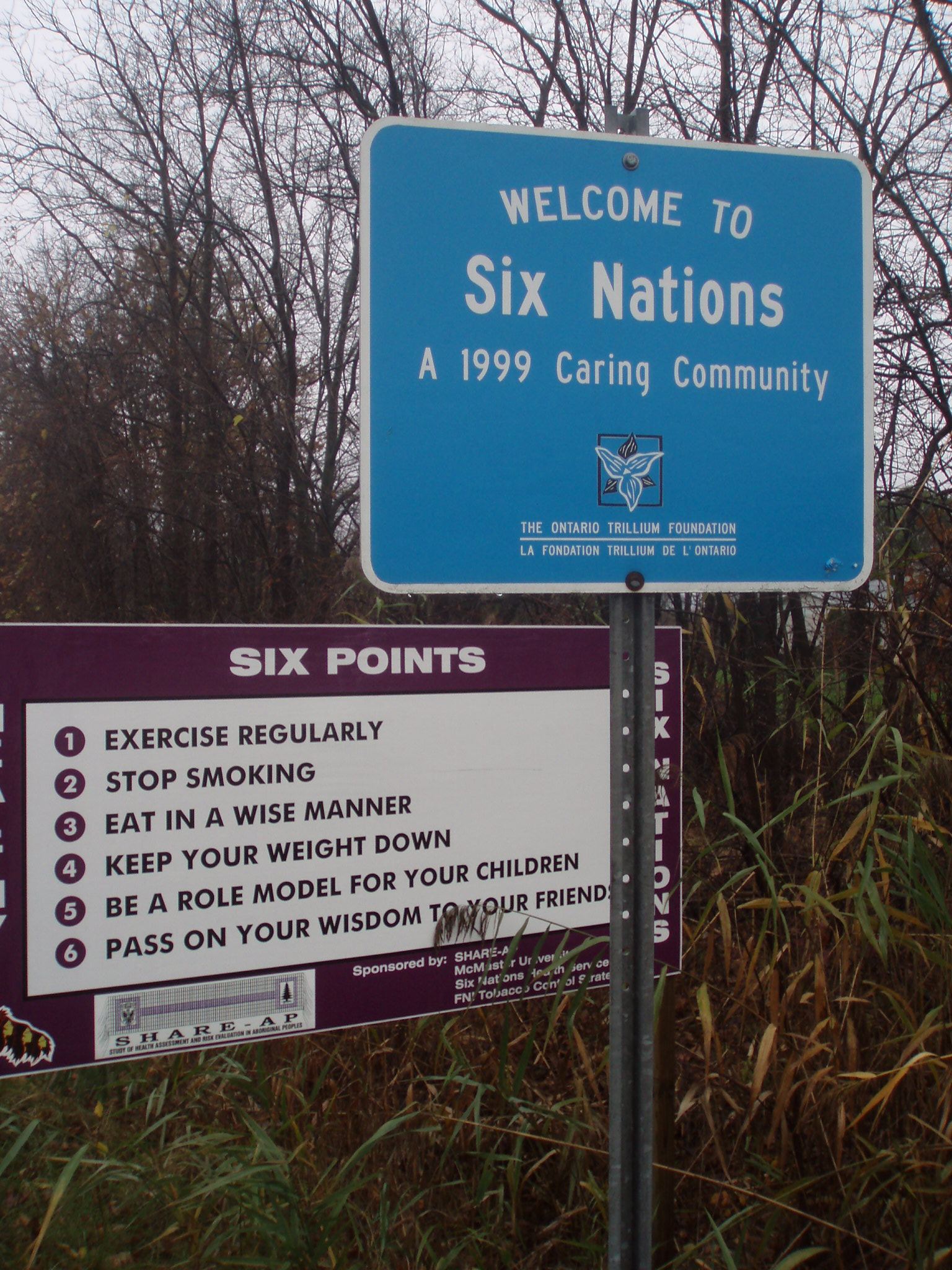
Schild am Eingang des Reservats der Six Nations of the Grand River First Nation

Heute gibt es vier Cayuga-Gruppen. Dazu gehören die Upper und Lower Cayuga, die beide in Ontario in Kanada bei der Six Nations of the Grand River First Nation zu finden sind. In den USA gibt es die Cayuga Nation of New York in Seneca Falls und den Seneca-Cayuga Tribe of Oklahoma, beide sind bundesstaatlich anerkannt (federally recognized).
In den Six Nations of the Grand River sind alle sechs Irokesenstämme vereint und bilden mit 23.902 Mitgliedern die größte Gruppe unter den First Nations in Kanada. Das von ihnen bewohnte Reservat bei Brantford in Ontario umfasst rund 190 km² und entspricht etwa fünf Prozent des Landes, das ihnen 1784 durch die Haldimand Proclamation übereignet wurde. Die Cayuga Nation of New York hat ihren Sitz in Versailles und Seneca Falls im US-Bundesstaat New York. Dort tagt der Stammesrat, der sich aus Häuptlingen zusammensetzt, deren Würde in der mütterlichen Linie weitervererbt wird. Die Cayuga Nation of New York besitzt jedoch keine eigene Reservation und ihre 964 Mitglieder leben überwiegend in Reservationen der Seneca.
Der Sitz des Seneca-Cayuga Tribe of Oklahoma befindet sich im äußersten Nordosten Oklahomas und die 1.509 Mitglieder wohnen in einem Gebiet, das als Tribal Jurisdictional Area (dt. Stammeseigenes Verwaltungsgebiet) bezeichnet wird und beim Ort Grove in Oklahoma liegt.